# Kalimiko
Kalimiko (Callimico goeldii) je ploskonosá opice z čeledi, resp. podčeledi kosmanovitých (Callitrichidae), jediný druh svého rodu. Ve starších zdrojích bývá uváděn i jakožto jediný zástupce samostatné čeledi kalimikovití (Callimiconidae).

## Výskyt
Kalimiko se vyskytuje na západě Amazonie. Areál výskytu sahá od řeky Japurá v Kolumbii přes Peru a západní Brazílii až po severobolivijský departement Pando, z toho více než 75 % tohoto území protíná Peru. Zvažován je taktéž výskyt v Ekvádoru, nicméně v tomto ohledu neexistují žádné spolehlivé důkazy. Kalimiko se přizpůsobil životu v lesích smíšených s bambusovými porosty a ve vegetaci tvořené tenkokmennými rovnými stromy. Řidčeji lze tyto opice spatřit také v otevřených vzrostlých lesích. Ačkoli obývají rozsáhlý areál rozšíření, jejich výskyt je nespojitý a v mnohých oblastech jejich populace scházejí. Kalimiko byl objeven relativně pozdě, teprve roku 1904.

## Popis
Kalimikové měří 210–230 mm bez ocasu, délka ocasu pak činí 255–324 mm. Tělesná hmotnost osciluje mezi 393–860 g, přičemž samci dosahují vyšší hmotnosti než samice a zvířata ve volné přírodě bývají lehčí než jedinci chovaní v zajetí. Se svými rozměry kalimiko patří mezi největší kosmanovité opice, kdy velikostně výrazně překonává ostatní kosmany a bývá i o něco větší než tamaríni a lvíčci. Srst je krátká, leč hustá, na krku a ocasu značně huňatá. Na těchto partiích může také jinak černě zbarvené osrstění nabývat stříbřitých až hnědých odstínů. Obličej a chodidla neporůstá srst, kůže má opět černou barvu.
Kalimikové si zachovávají tři stoličky a rodí pouze jediné mládě, na rozdíl od ostatních kosmanovitých opic, které mají jednu stoličku redukovanou a rodí dvojčata. Molekulární fylogenetika však rod kalimiko klasifikuje jako sesterský vůči kosmanům rodu Callithrix, Mico a Cebuella. Z toho vyplývá, že uvedené charakteristiky buďto představují jeho odvozené znaky, anebo jde naopak o znaky primitivní a jejich odvozená podoba se nezávisle vyvinula u kosmanů a tamarínů.

## Chování

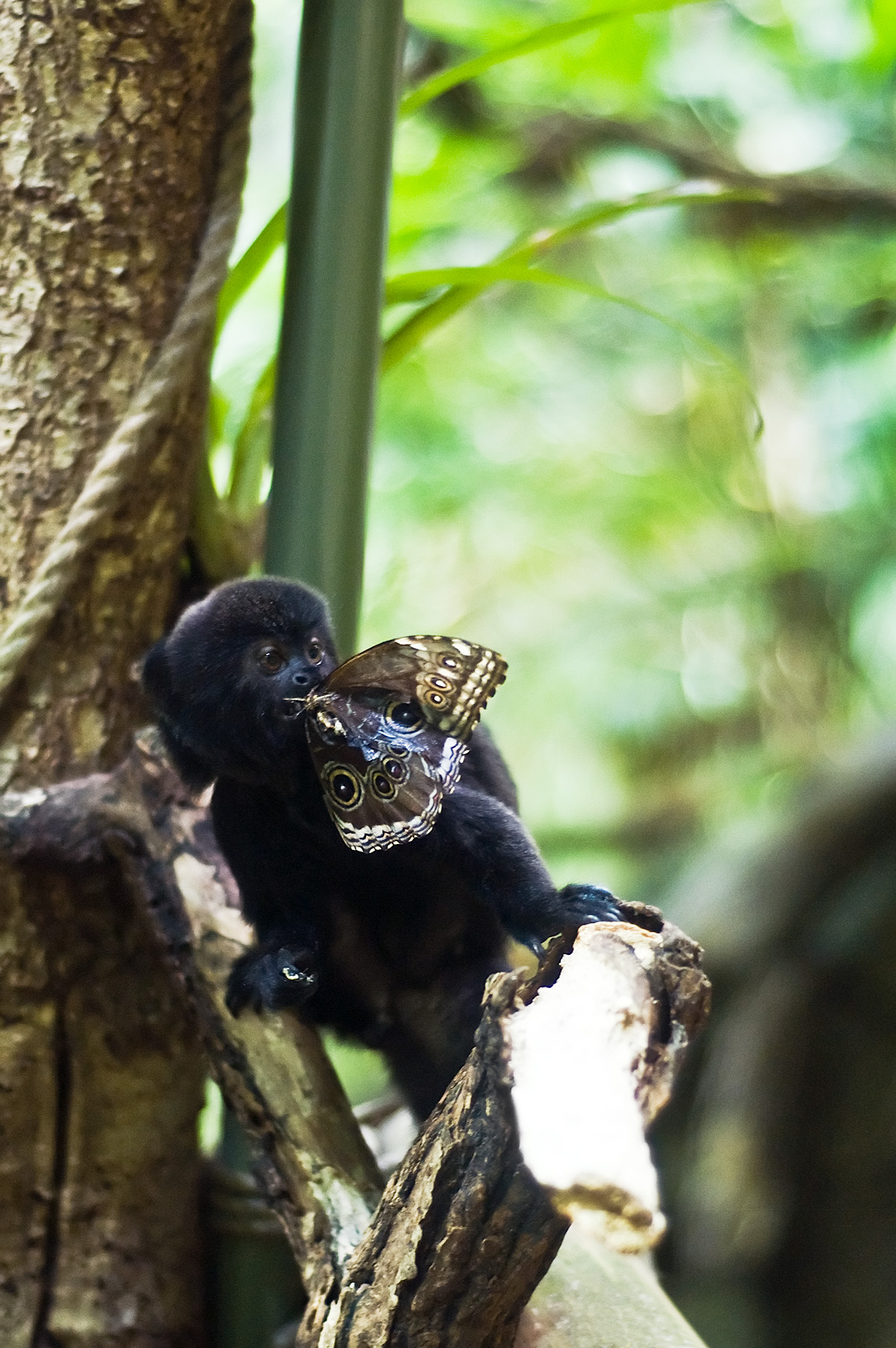
Kalimiko pojídající motýla

Kalimikové jsou společenské opice, jež vytvářejí tlupy o asi deseti jedincích. V zajetí skupinu tvoří jeden dospělý pár, ovšem v přirozeném prostředí žije v každé tlupě více dospělců obou pohlaví. Kalimikové si udržují relativně velké domovské okrsky. Jejich rozloha činí 0,3–1,5 km2. Kalimikové jsou známí tím, že často vytvářejí mezidruhové asociace s jinými drápkatými opicemi, zejména s tamaríny, jako je tamarín bělohubý (Saguinus labiatus), vousatý (S. imperator) nebo sedlový (Leontocebus fuscicollis). Koexistují však i s jinými místními primáty, jako jsou kosmani, malpy, mirikiny, chvostani či kotulové. Během dne kalimikové urazí vzdálenosti i přes 900 m. Denní režim dělí mezi odpočinek, přesuny na jiná stanoviště, krmení, shánění potravy a další aktivity (v tomto pořadí podle četnosti). Odpočinkem tráví až dvě třetiny času, přičemž spí v husté změti vegetace či listí.
Kalimikové se živí zejména členovci, houbami a ovocem, tyto složky ve zhruba stejných poměrech tvoří okolo 90 % jídelníčku. Houby, zejména rody Auricularia a Ascopolyporous, tvoří důležitý potravní zdroj zvláště v období sucha, od května do července mohou dokonce představovat nadpoloviční většinu jídelníčku. Naopak během období dešťů kalimikové konzumují zejména plody. V menší míře se přikrmují i nektarem a rostlinnými výpotky, ale i malými obratlovci, jako jsou žáby a ještěrky, případně ptačími vejci.
Mezi členy jedné tlupy existují silná pouta, vzájemně se vzdalují jen asi 10 až 20 m od sebe. Komunikace je zprostředkována jak nonverbálně, tak prostřednictvím různých volání, od jemného cvrlikání po táhlý jekot. Rozmnožovací systém může být založen na polygamii i monogamii. Březost trvá okolo pěti měsíců, přičemž samice mohou během jednoho roku zabřeznout i dvakrát. Samice rodí zejména jedináčky, velmi vzácně i dvojčata. První dva nebo tři týdny života se o mládě stará výhradně matka, následně jej však začnou přenášet i ostatní členové tlupy, v polyandrických skupinách dokonce větší množství samců. Ve volné přírodě se mláďata začínají samostatně pohybovat teprve ve 3 měsících věku. V zajetí bylo pohlavní chování samic zaznamenáno již ve věku 8,5 měsíců, u samců již v 5 měsících. Pohlavní dospělosti je však obvykle dosaženo podstatně později, u samců typicky až v 15 až 16 měsících. Jedinci rodnou skupinu opouštějí tehdy, není-li v ní k dispozici vhodný partner ke spáření.

## Ohrožení
Mezinárodní svaz ochrany přírody (IUCN) považuje k roku 2024 kalimika za zranitelný druh, s předpokládaným úbytkem jeho celkové populace o minimálně 30 % v časovém horizontu let 2018–2036. Hrozby pramení zejména z odlesňování kvůli rozšiřování lidské populace, výstavbě dopravní infrastruktury, těžbě dřeva i zlata a ničení lesů na úkor zemědělských ploch. Méně než polovina kalimiky obývaných lesů navíc podléhá zákonné ochraně. K tomuto problému se může přidružovat i odchyt pro obchod s domácími zvířaty, potvrzený např. na trzích v peruánském Tumbesu. V rámci CITES je tento druh klasifikován v první příloze.
V zajetí byl kalimiko poprvé chován teprve roku 1915, a sice v Londýně. Do USA se první živý jedinec dostal až roku 1954. Chovné pokusy však často končily neúspěchem a opice brzy hynuly. Ke konci 70. let se na úspěšném rozmnožování v zajetí podílely zejména zoologické zahrady v Kolíně nad Rýnem a Frankfurtu nad Mohanem. K roku 2024 jsou tyto opice chovány již v desítkách institucí, zejména v Evropě a Severní Americe. V Česku jde o Zoo Praha a Olomouc.